# 西田満寿次郎
西田 満寿次郎（にしだ ますじろう、生年不明 - 1924年頃）は、日本のサッカー選手、サッカー指導者。なお、西田 満寿治郎と記す資料もある。

## 経歴
大阪府の明星商業学校に在学し、1914年及び1916年まで同校のサッカー部に所属して1916年には主将を務めた。なお、同学年に原田福三郎、1学年下に神田清雄がいた。
1923年に大阪で開催された第6回極東選手権競技大会のサッカー日本代表の監督を務めた。なお、この時の日本代表チームは明星商業学校OBにより結成された大阪サッカー倶楽部を主体とした構成であった。
大会は5月23日のフィリピン戦が1-2、翌5月24日の中華民国戦が1-5で、2戦2敗の成績で3チーム中の最下位に終わった。
なお、同じ明星商業学校の出身の神田清雄（第6回極東選手権日本代表）の回想録によると、西田は第6回極東選手権大会の数ヵ月後に病に罹り死去したと伝わっている。

## 指導歴
- 1923年　 日本代表 監督[4]